# Терлиця
Те́рлиця — село в Україні, в Монастирищенській міській громаді Уманського району Черкаської області. Розташоване на обох берегах річки Терлиця (притока Сороки) за 18 км на південний захід від міста Монастирище. Населення становить 405 осіб.

## Відомі люди
- В'ячеслав Кудін  — український кінознавець, Заслужений працівник культури України (1968), Доктор філософських наук (1963), професор.

## Галерея

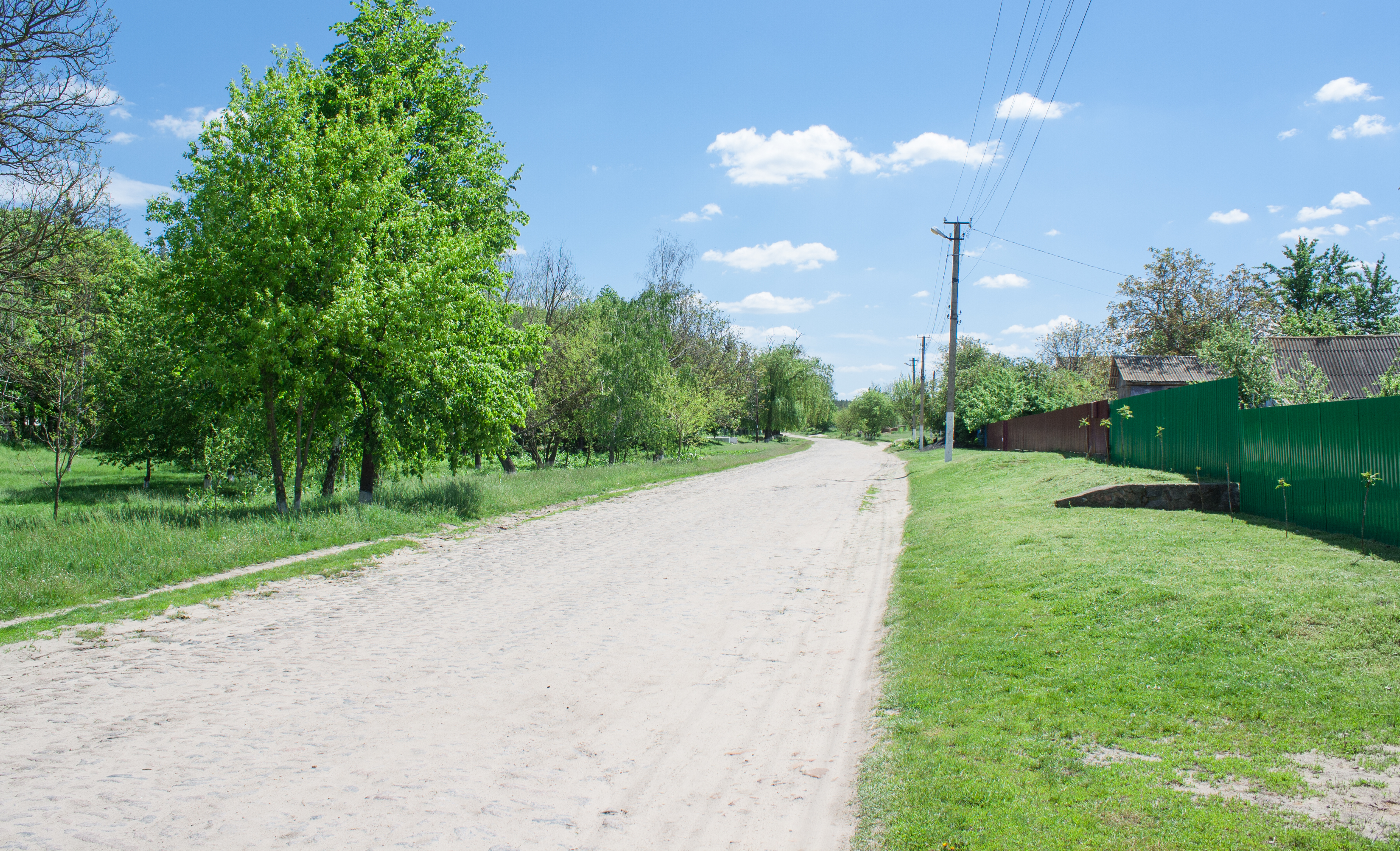
Вулиця Соборна
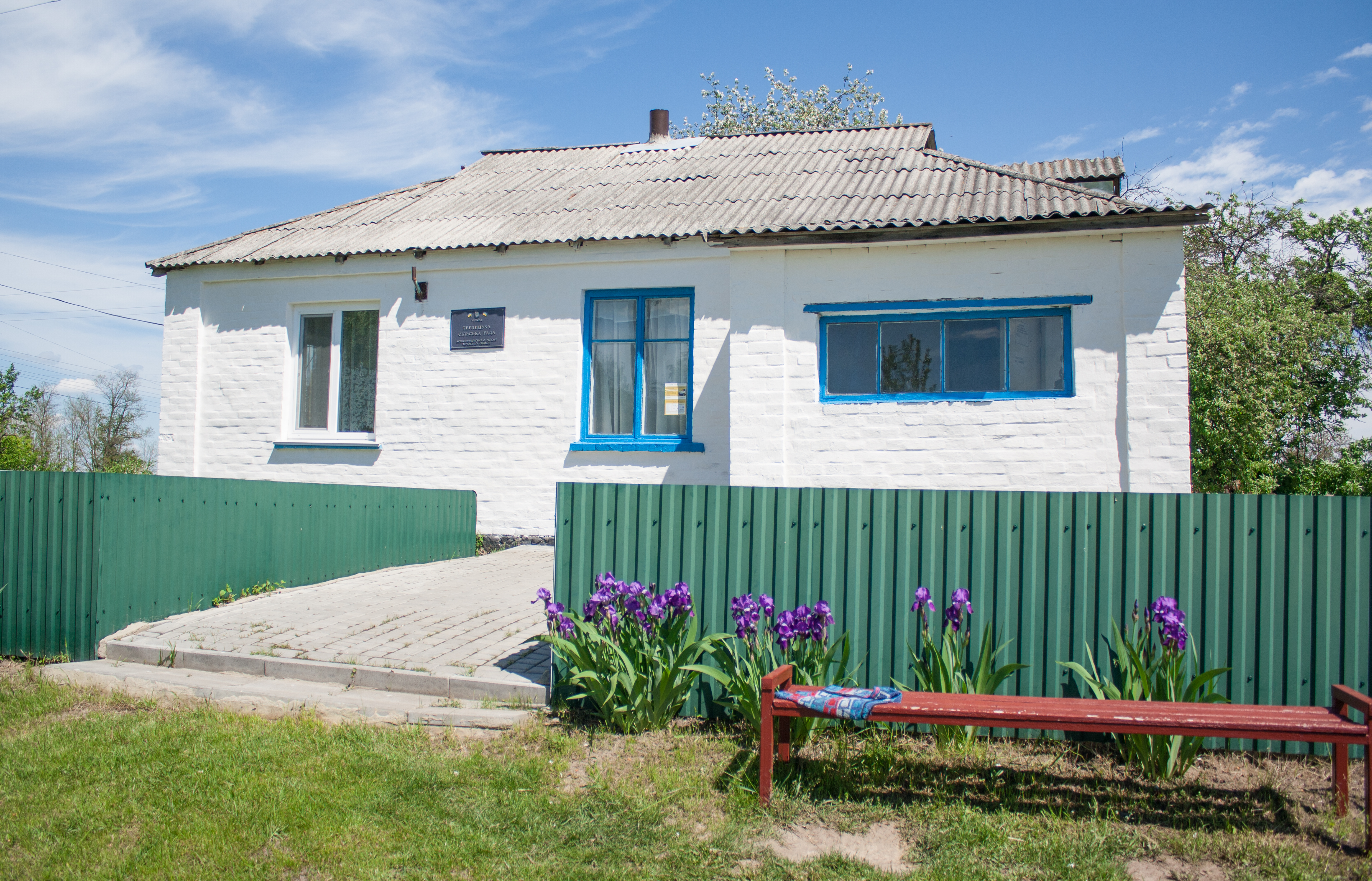
Сільська рада
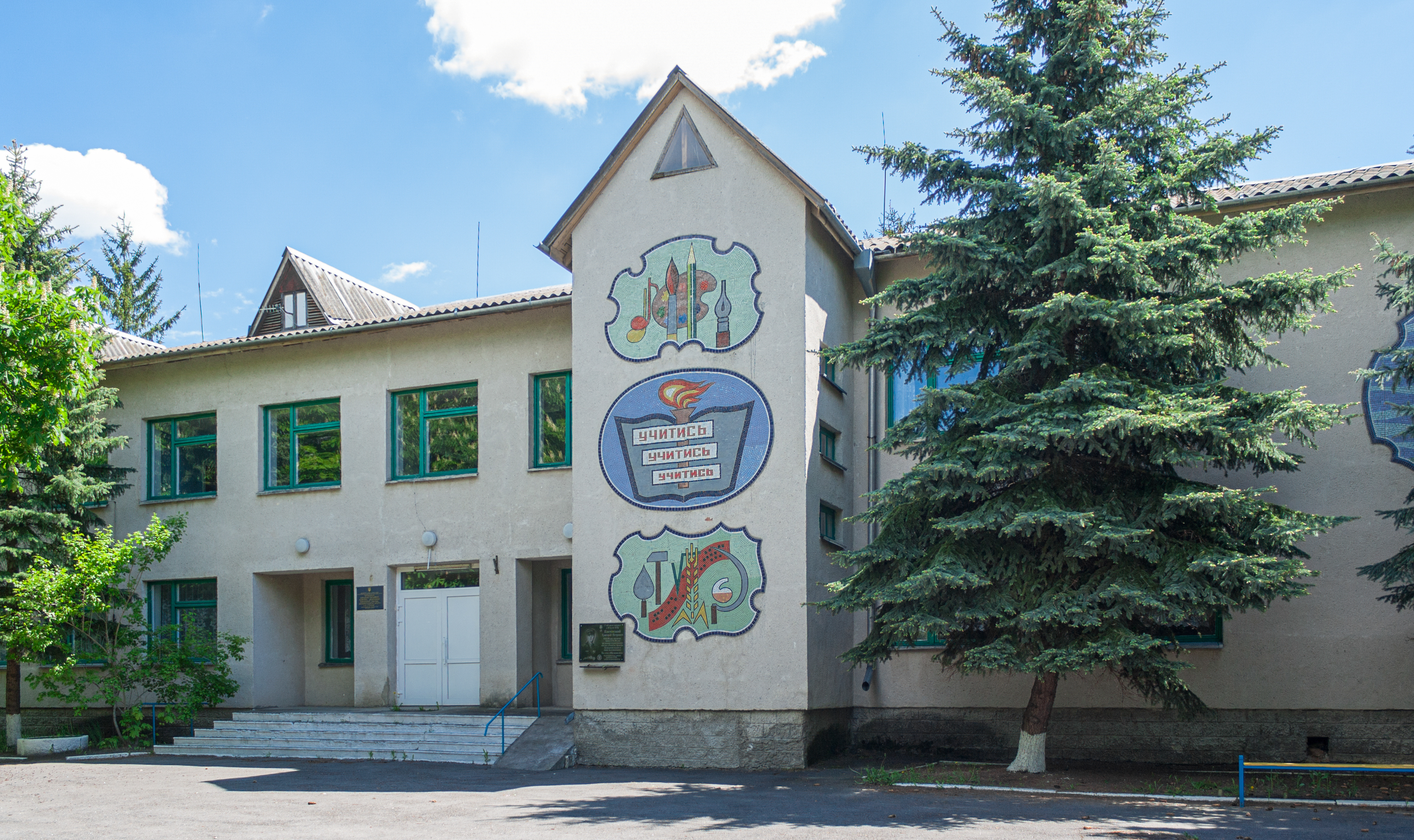
Школа
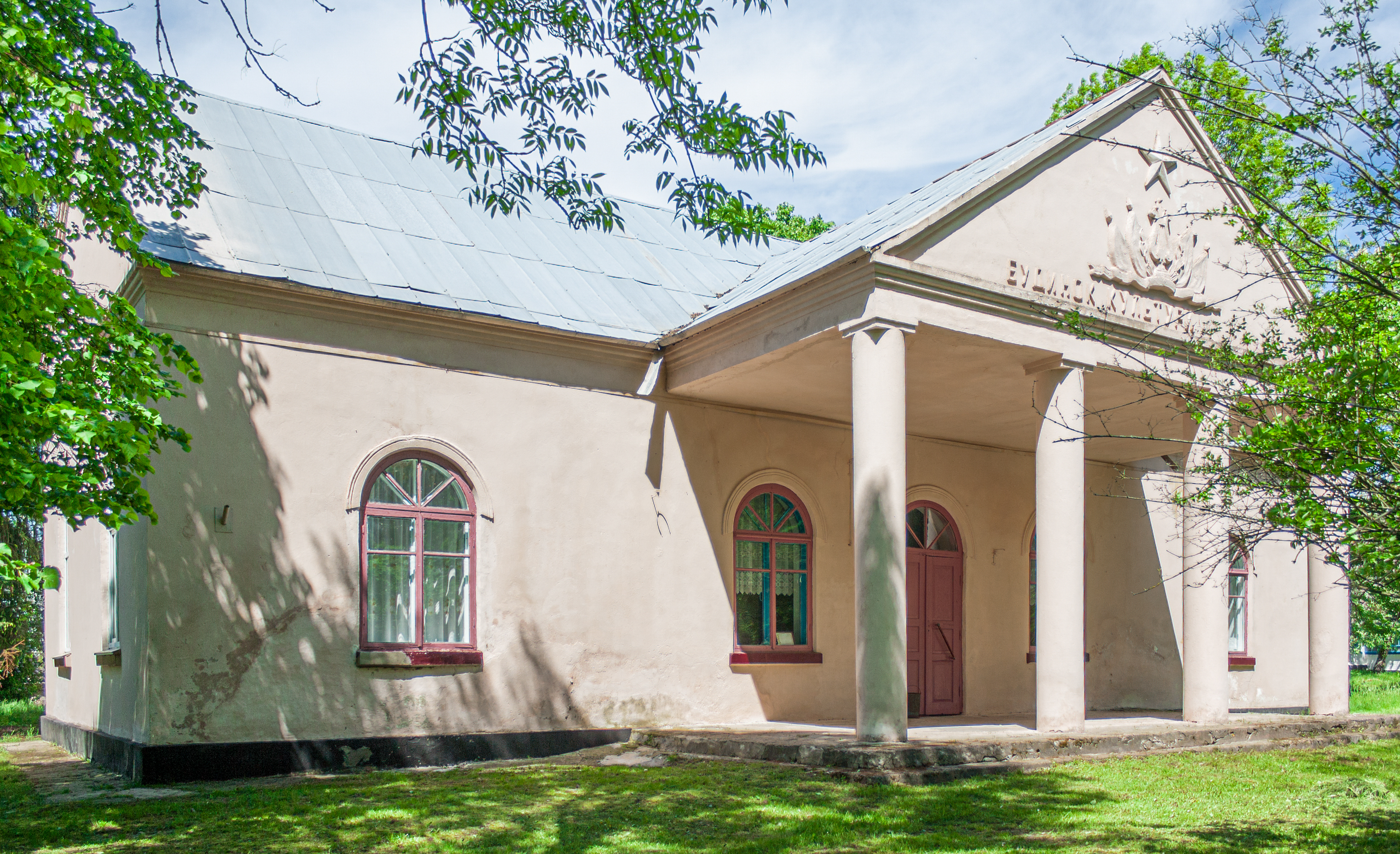
Будинок культури
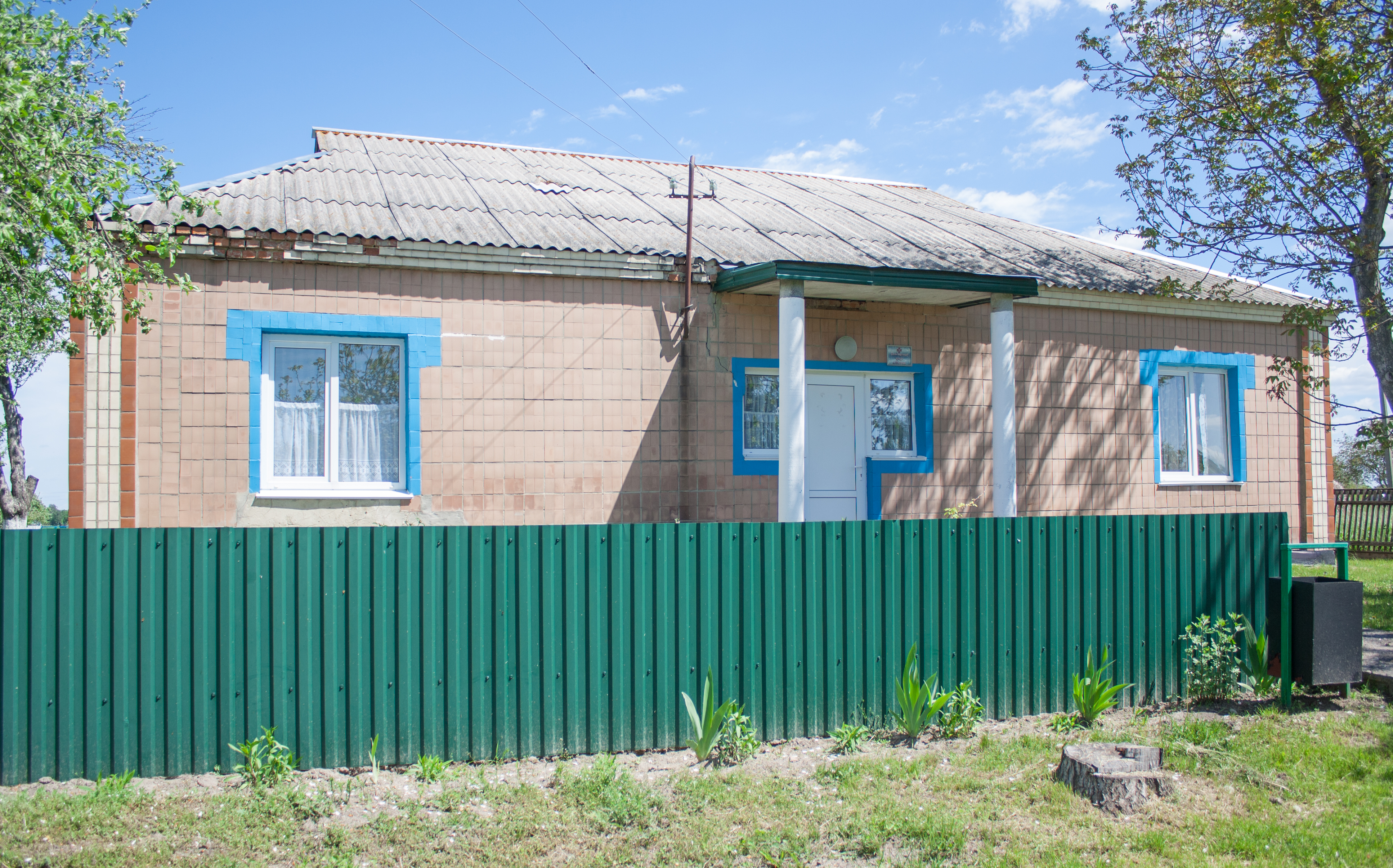
Фельдшерський пункт
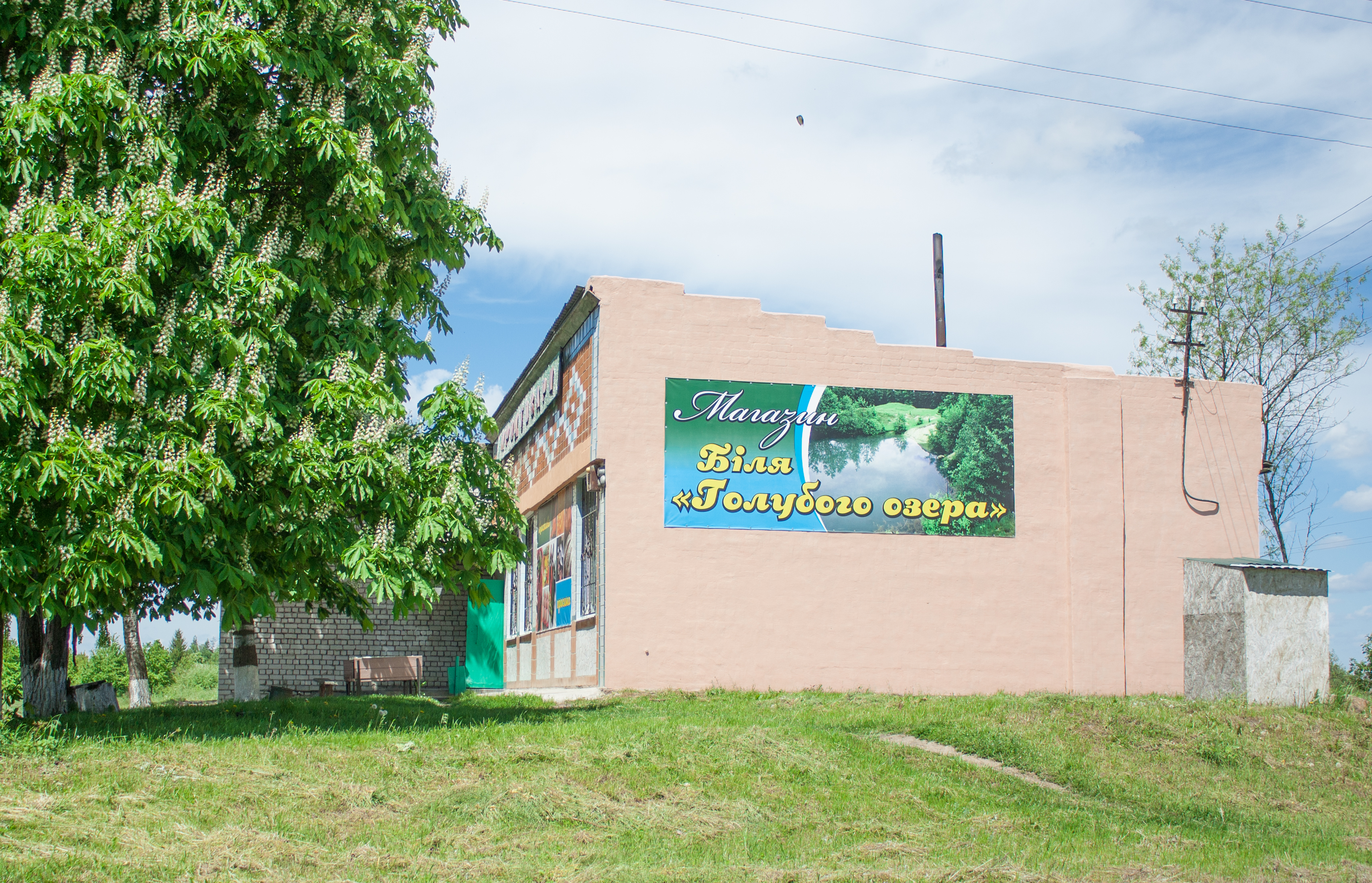
Магазин
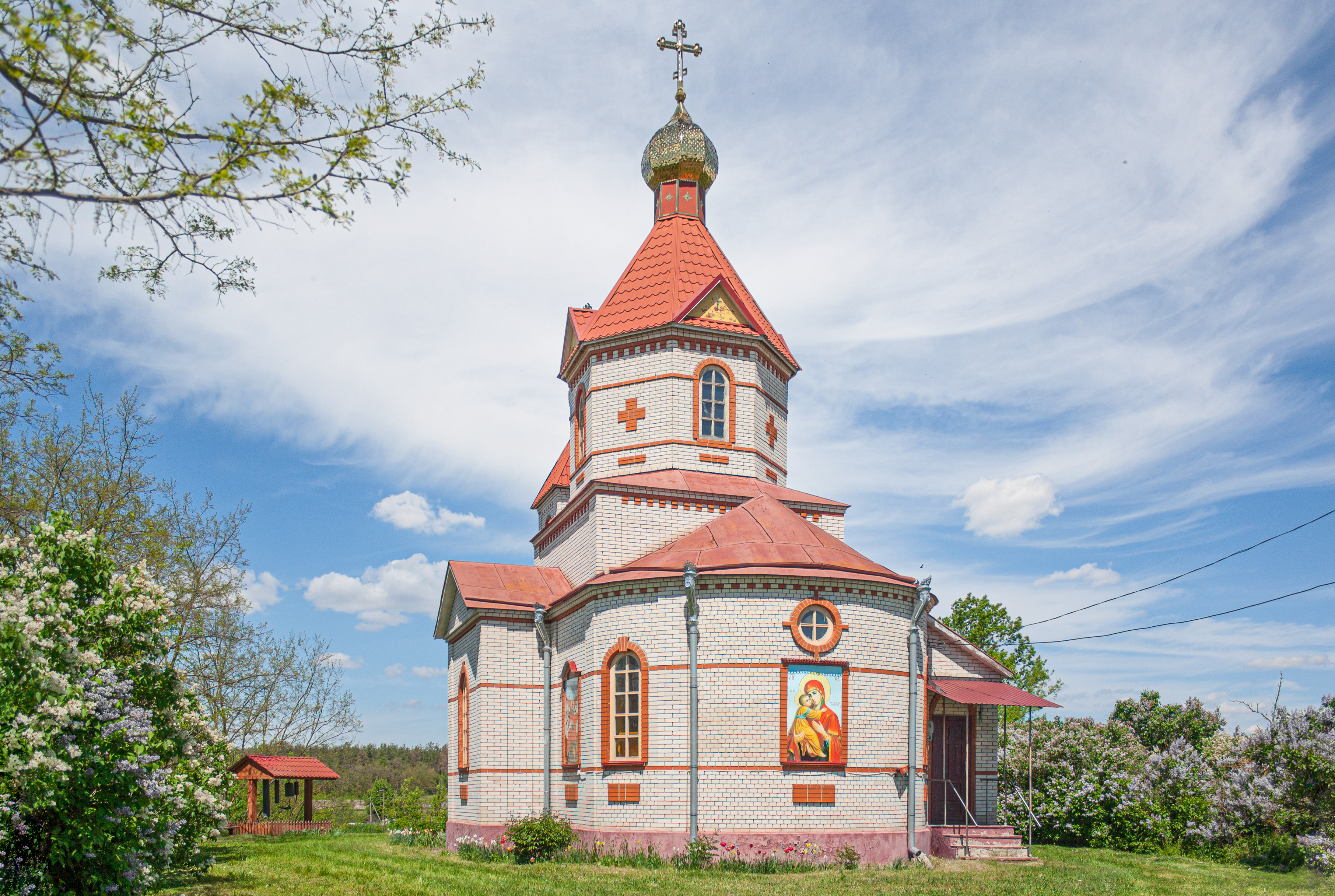
Церква
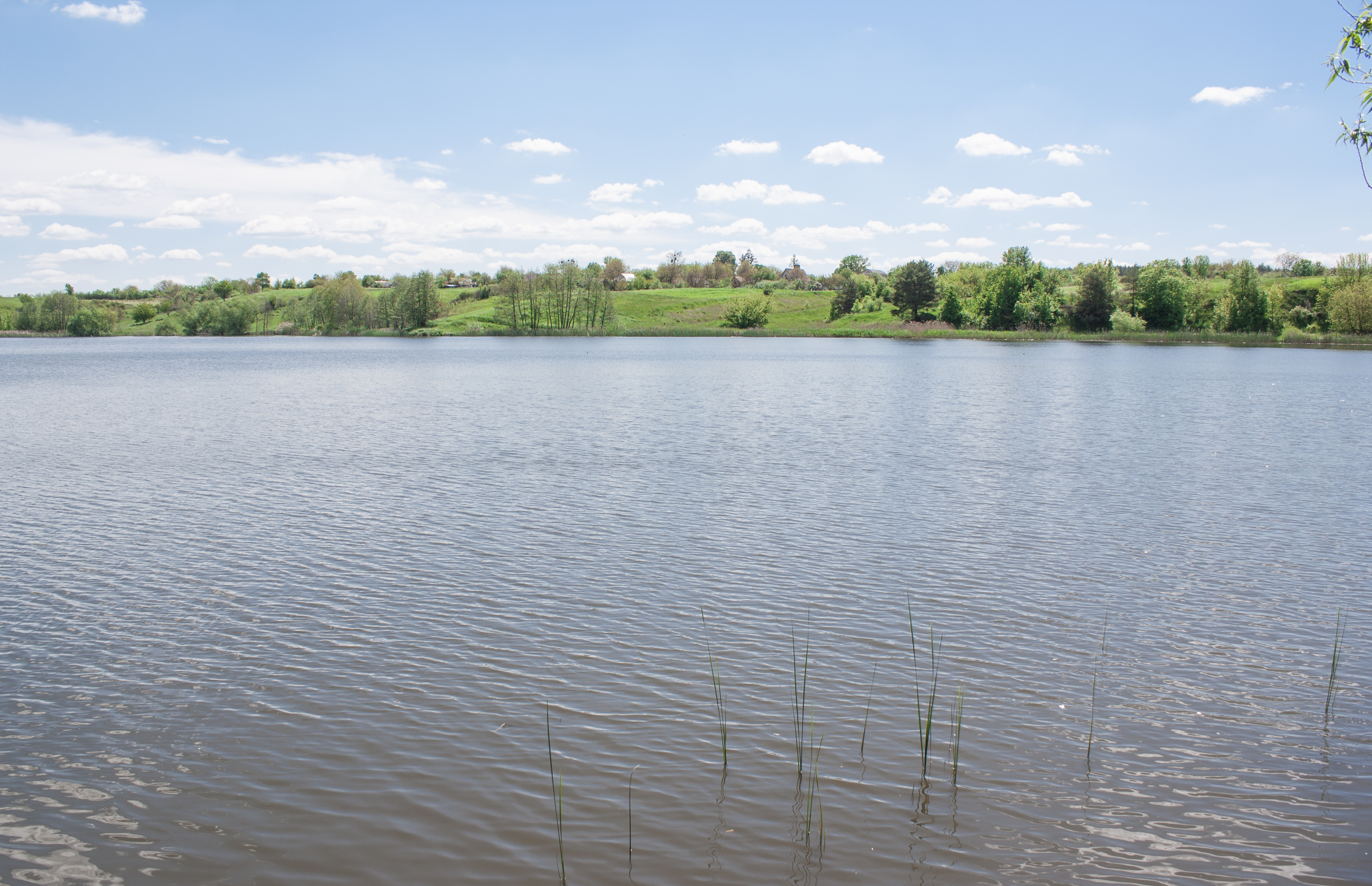
Ставок
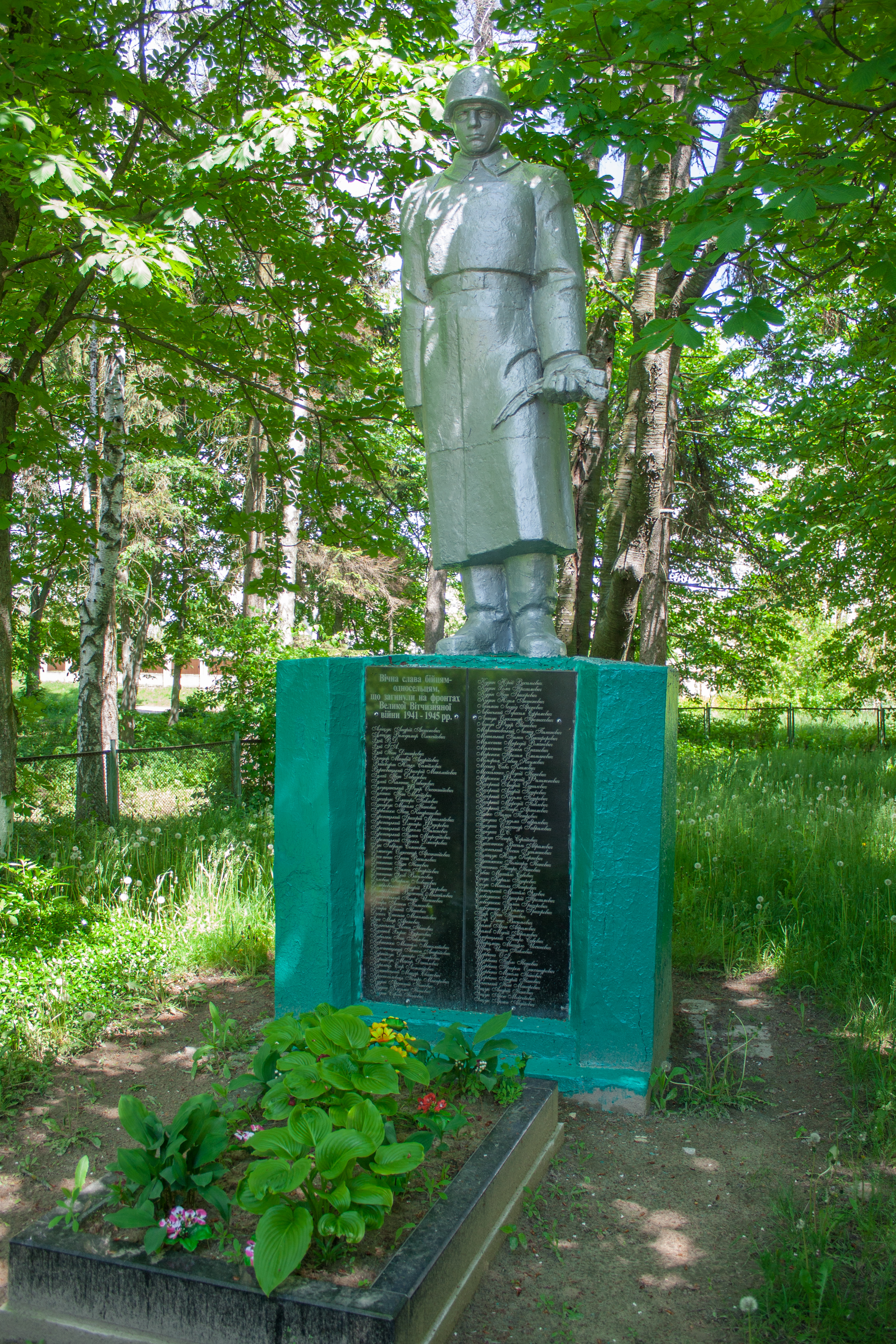
Пам'ятник воїнам-односельцям